# جيم غريغوري
جيم غريغوري هو مدرب ومدير فرق هوكي جليد كندي، ولد في 4 نوفمبر 1935 في دانفيل ‏ في كندا.

## وصلات خارجية
- جيم غريغوري على موقع HockeyDB.com (الإنجليزية)